# Father Gets in the Game
Father Gets in the Game er en amerikansk stumfilm fra 1908 af D. W. Griffith.

## Medvirkende
- Mack Sennett som Bill Wilkins
- Harry Solter
- George Gebhardt
- Linda Arvidson
- Charles Avery